# 趙興郡
趙興郡，中国十六国南北朝时设置的郡。
后赵分安定郡置趙興郡，下辖趙安县、阳周县、独乐县、高望县、定安县。属雍州。前秦沿置，属司隶校尉。后秦属雍州。夏国属凉州。北魏属豳州。西魏、北周属宁州，下辖阳周县、定安县（今甘肃省宁县）。隋朝开皇三年（583年）隋文帝废趙興郡，属县阳周县、定安县直属宁州。